# Lemieszów
Lemieszów – wieś w Polsce położona w województwie lubelskim, w powiecie hrubieszowskim, w gminie Uchanie.
| SIMC    | Nazwa      | Rodzaj    |
| ------- | ---------- | --------- |
| 1026585 | Kolonia    | część wsi |
| 1026591 | Krynica    | część wsi |
| 1026622 | Stara Wieś | część wsi |

W latach 1975–1998 miejscowość administracyjnie należała do województwa zamojskiego. 
Wieś stanowi sołectwo gminy Uchanie. Według Narodowego Spisu Powszechnego (III 2011 r.) liczyła 51 mieszkańców i była 25. co do wielkości miejscowością gminy.
Wierni Kościoła rzymskokatolickiego należą do parafii Wniebowzięcia Najświętszej Maryi Panny w Uchaniach.